# Campionati svedesi di ski cross
I Campionati svedesi di ski cross sono una competizione sciistica che si svolge ogni anno, generalmente nel mese di marzo o aprile. Sono organizzati dalla Federazione svedese di sci e decretano il campione e la campionessa svedesi di ski cross.

## Albo d'oro
| Edizione | Uomini                    | Donne              |
| -------- | ------------------------- | ------------------ |
| 2009     | Lars Lewen                | Anna Holmlund      |
| 2010     | Michael Forslund          | Anna Holmlund (2)  |
| 2011     | Niklas Andersson          | Anna Holmlund (3)  |
| 2012     | Victor Öhling Norberg     | Malou Peterson     |
| 2013     | Victor Öhling Norberg (2) | Sandra Näslund     |
| 2014     | Victor Sticko             | Anna Holmlund (4)  |
| 2015     | Viktor Andersson          | Alexandra Edebo    |
| 2016     | Viktor Andersson          | Lisa Andersson     |
| 2017     | Victor Öhling Norberg (3) | Sandra Näslund (3) |
| 2018     | Victor Öhling Norberg (4) | Sandra Näslund (4) |
| 2019     | Non disputati             | Non disputati      |
| 2020     | Non disputati             | Non disputati      |
| 2021     | David Mobaerg             | Sandra Näslund (5) |
| 2022     | David Mobaerg (2)         | Sandra Näslund (6) |
| 2023     | Fredrik Nilsson           | Julia Zeitz        |
| 2024     | David Mobaerg (3)         | Uma Kruse Een      |
| 2025     | David Mobaerg (4)         | Uma Kruse Een (2)  |